# Prielgruppe
Die Prielgruppe ist der zentrale Abschnitt des Toten Gebirges und Teil der Nördlichen Kalkalpen. Der Große Priel ist mit 2515 m ü. A. der namengebende Hauptgipfel. Im Westen bildet eine geologisch bedingte tiefe Einbruchsfurche die Grenze zur Schönberggruppe. Diese als Wildenseelinie bezeichnete tektonische Störung verläuft vom Altausseer See über den Hochklapfsattel zum Wildensee und weiter über den Rinnerboden zum Offensee. Im Osten wird die Prielgruppe ebenfalls durch eine tektonische Störung, die sogenannte Salzsteiglinie, von der Warscheneckgruppe getrennt. Diese verläuft von der Tauplitzalm über das Salzsteigjoch durch das Stodertal.
Wichtige Talorte sind Bad Aussee, Bad Mitterndorf und Hinterstoder.

## Gipfel
| Gipfel       | Höhe |
| ------------ | ---- |
| Großer Priel | 2515 |
| Spitzmauer   | 2446 |
| Schermberg   | 2396 |
| Rotgschirr   | 2270 |
| Großes Tragl | 2179 |

## Tourismus und Erschließung
Die Gruppe gehört zur Region Pyhrn-Priel. Ein Skigebiet liegt auf der Tauplitzalm.